# یاروسواف بوبرک
یاروسواف بوبرک (لهستانی: Jarosław Boberek؛ ‏ Polish: [jaˈrɔswaf] ()؛ ‏زادهٔ ۱۴ ژوئن ۱۹۶۳) بازیگر و صداپیشه اهل لهستان است.
او شناخته‌شده‌ترین دوبلور کشور لهستان است و شهرتش بیشتر به واسطهٔ دوبله شخصیت دانلد داک و همچنین کاراکتر «کینگ جولین» در مجموعه کارتون‌های ماداگاسکار است.
از فیلم‌هایی که وی در آن‌ها نقش داشته است، می‌توان به خانواده جایگزین، گوش آقای رئیس، عشق پیچیده، عروس جنگ، سرهنگ کفیاتکوفسکی، سال‌های شیرین، جادوگر (مجموعه تلویزیونی)، جادوگر (فیلم)، حوزه استحفاظی ۱۳، مرز، پدر متیو و نبرد ورشو ۱۹۲۰ اشاره نمود.